# Siemens Nixdorf
Die Siemens Nixdorf Informationssysteme AG (SNI) war ein deutscher Universalanbieter auf dem Gebiet der Daten- und Informationstechnik und stellte sowohl PCs als auch Supercomputer sowie TK-Anlagen her. Darüber hinaus gehörten Geldautomaten und Kassensysteme zum Portfolio. SNI war der größte europäische Anbieter von Computer- und Softwarelösungen, bis es in mehrere Nachfolgeunternehmen aufgeteilt wurde. Die bekanntesten waren Fujitsu Siemens Computers und die Wincor Nixdorf, die im Sommer 2016 zu Diebold-Nixdorf (Kassensysteme und Bankentechnik) fusionierten.

## Geschichte
Am 1. Oktober 1990 übernahm Siemens die Mehrheit der Nixdorf-Stammaktien und führte die Nixdorf Computer AG (Paderborn) mit dem Bereich der Daten- und Informationstechnik der Siemens AG (Augsburg und München) zur Siemens Nixdorf Informationssysteme AG (SNI) zusammen. 1992 erhöhte Siemens den Anteilsbesitz an der SNI auf 100 Prozent und gliederte diese in die Siemens AG ein. Nach einer schmerzhaften Gesundschrumpfung mit dem Verlust mehrerer Tausend Arbeitsplätze in Paderborn und den beiden Werken in Augsburg in den frühen 1990er Jahren konnte sich SNI etwa ab Mitte des Jahrzehnts als größter europäischer Computerkonzern stabilisieren. 1995 wurde das Dienstleistungs- und Lösungsgeschäft in den Bereichen Informationstechnologie und Telekommunikation aus dem Unternehmen SNI herausgelöst und zusammen mit Teilen der Siemens AG in die Siemens Business Services GmbH und Co OHG (SBS), damals mit Sitz in Paderborn und München, überführt.
Am 1. Oktober 1998 wurde die SNI als Aktiengesellschaft aufgelöst und vollständig in die Siemens AG integriert, wobei weitere Teile zur SBS wanderten. Der Name Siemens Nixdorf bestand noch ein Jahr weiter in Form der Siemens Nixdorf Banking and Retail Systems GmbH.
Die Sparte Personalcomputer wurde in ein Joint Venture mit Fujitsu eingebracht, der Fujitsu Siemens Computers GmbH mit Sitz in München, an der beide Unternehmen mit 50 Prozent beteiligt waren. Zum 1. April 2009 verkaufte Siemens seinen Unternehmensanteil an Fujitsu. Seitdem vertreibt das Unternehmen weltweit Computerprodukte unter dem Markennamen Fujitsu und ist durch die Zusammenlegung von FSC (USA), FSC (EMEA) und FJ (Asia) zu Fujitsu Technology Solutions (FTS) zur weltweiten Nummer 3, hinter HP und Dell, aufgestiegen.

## Produkte und Dienstleistungen

### Monitore
Unter anderem gehörte das Unternehmen während des Aufkommens des PCs zu den größten deutschen Herstellern für Computermonitore und schnitt bei Tests in der Fachpresse zumeist gut ab.
Aufgrund des BNC-/D-Sub-Modus gelang es, eine sehr genaue Farbtemperatur und Farbgenauigkeit darzustellen. Dabei half eine verbesserte Version des Zeilensprungverfahrens. 
Die Monitore von Siemens wurden seit den 1980er Jahren zunächst von Tandberg Data hergestellt. Dieses Unternehmen war seit ca. 1982 einer der ersten Hersteller, der die Darstellung von grünen oder orangen Zeichen auf dunklem Hintergrund mit einer Bildwiederholrate von 50 oder 60 Hertz aufgab und die damals innovative, heute gewohnte Darstellung schwarzer Zeichen auf weißem Grund einführte. Dies erforderte eine Bildwiederholrate von 70 Hertz oder schneller und eine dementsprechend leistungsfähigere Elektronik. Auch Nixdorf produzierte in Deutschland.
Nach der Übernahme von Nixdorf durch Siemens wurde zu großen Teilen in Taiwan nach Spezifikationen aus Deutschland produziert. Sowohl die Tandberg-Reihen wie auch Monitore mit Siemensbranding erhielten in etlichen Computerzeitschriftentests (z. B. Chip) gute Noten für Ergonomie und Darstellungsqualität. Siemens-Nixdorf-Monitore gehörten auch zu den ersten, die die seit Mitte der 1990er Jahre aufkommenden Strahlungsnormen umsetzten.

### Tastaturen

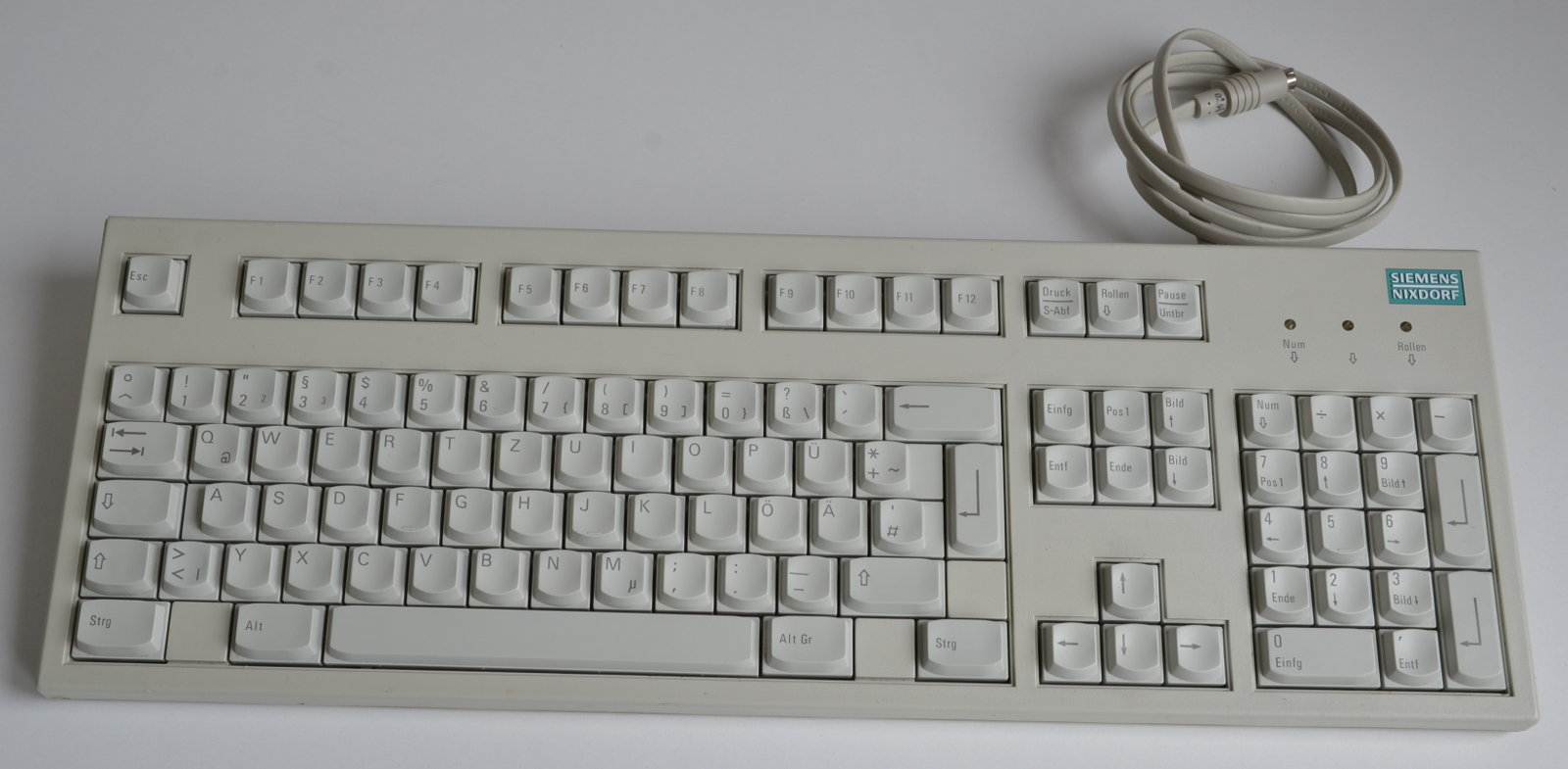
Tastatur K200, ausgezeichnet mit dem iF Product Design Award 1993

Im Werk für Arbeitsplatzsysteme (WA) in Augsburg wurden Tastaturen gefertigt, die sich von den Produkten des damaligen Marktführers Cherry durch einen kürzeren Tastenhub und einen definierten Druckpunkt abhoben. Eine Besonderheit bei der Fertigung waren die Tastenkappen, die zunächst ohne Aufschrift montiert und erst an der fertigen Tastatur mit einem Laser beschriftet wurden. Auf diese Weise ließen sich die Ländervarianten ohne zusätzliche Maßnahmen in Lager oder Fertigung herstellen.

### Großrechner
Siemens hatte Großrechner wie die Systemfamilie 7500 und Supercomputer wie den VPP50 im Angebot. Die Modelle C40 aus der Systemfamilie 7500 boten im Februar 1991 entscheidende Neuerungen wie die Unterstützung von 290 Bildschirmen statt vorher 160. Die Modelle der Reihe H60 aus derselben Systemfamilie wurden um ein Doppelprozessormodell ergänzt. Die H120-Modelle bekamen einen leistungsfähigen Konsolenprozessor: Dieser konnte (nach SNI-Angaben) bis zu 2000 Meter von einem Computer installiert werden. Möglich wurde dies durch die „Blockmultikanäle Typ 2“ von SLI, die eine Datenübertragung von bis zu 4,5 MB/s erlaubten. Hiermit wurde ein schneller Zugriff auf externe Hochleistungsperipherie gewährleistet. Es wurde bei allen Großrechnern das Betriebssystem BS2000 verwendet.
Viele Kunden von SNI hatten den von Nixdorf entwickelten 8870-Mainframe und dessen Nachfolger Quattro mit der betriebswirtschaftlichen Standardsoftware Comet in Verbindung mit dem Betriebssystem Niros im Einsatz.

### Personalcomputer

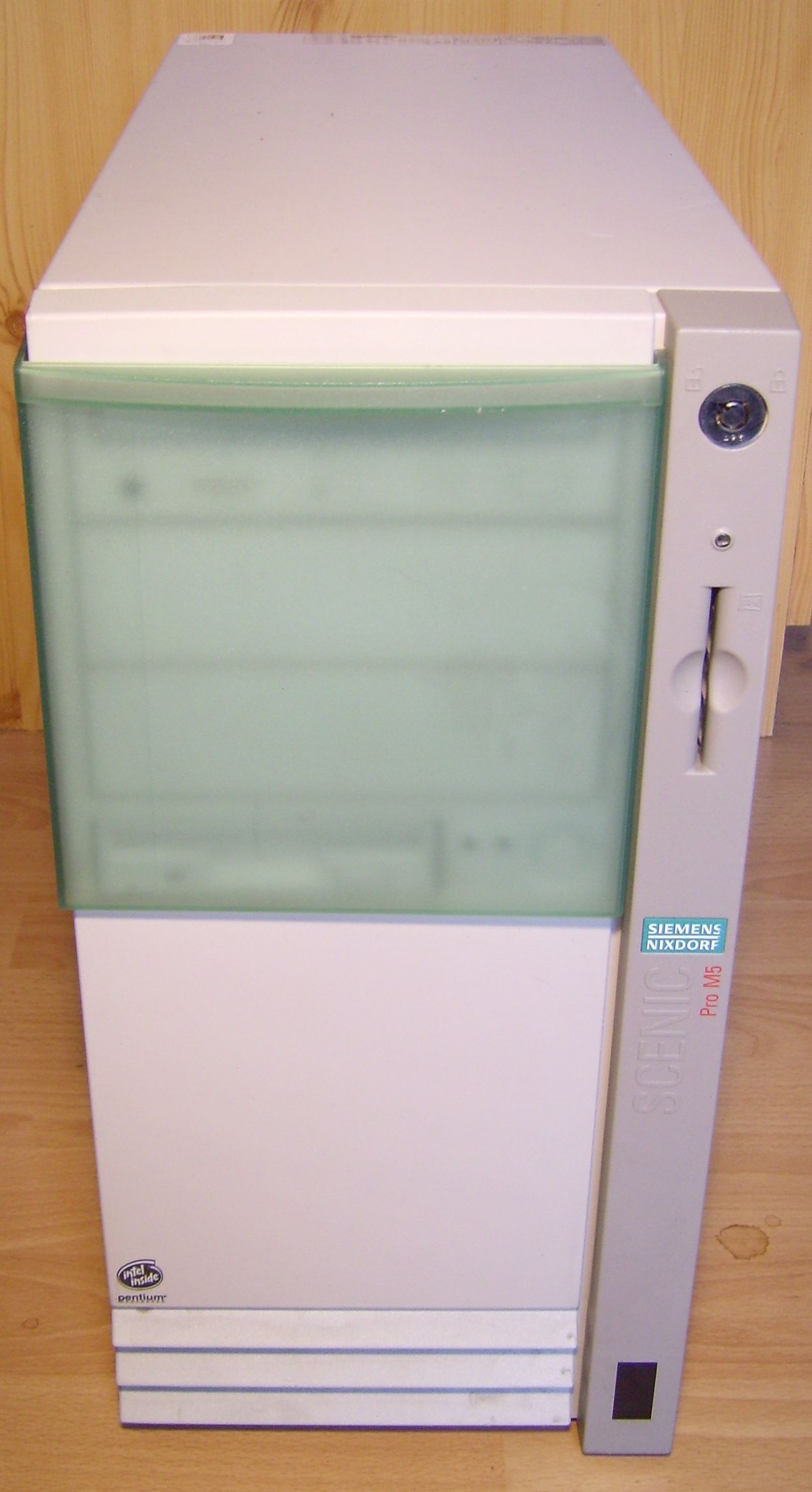
SNI Scenic Pro M5, 1996

Es gab u. a. die Modellreihen Scenic und Xpert. Bei letzteren handelte es sich um preisgünstige PCs für Privatkunden.
In einer eigenen Entwicklungsabteilung im Werk für Arbeitsplatzsysteme in Augsburg entstanden für die damalige Zeit innovative Konzepte wie beispielsweise die Slot-CPU oder ein Microchannel-Rechner, die sich am Markt jedoch nicht durchsetzen konnten.

### Notebooks

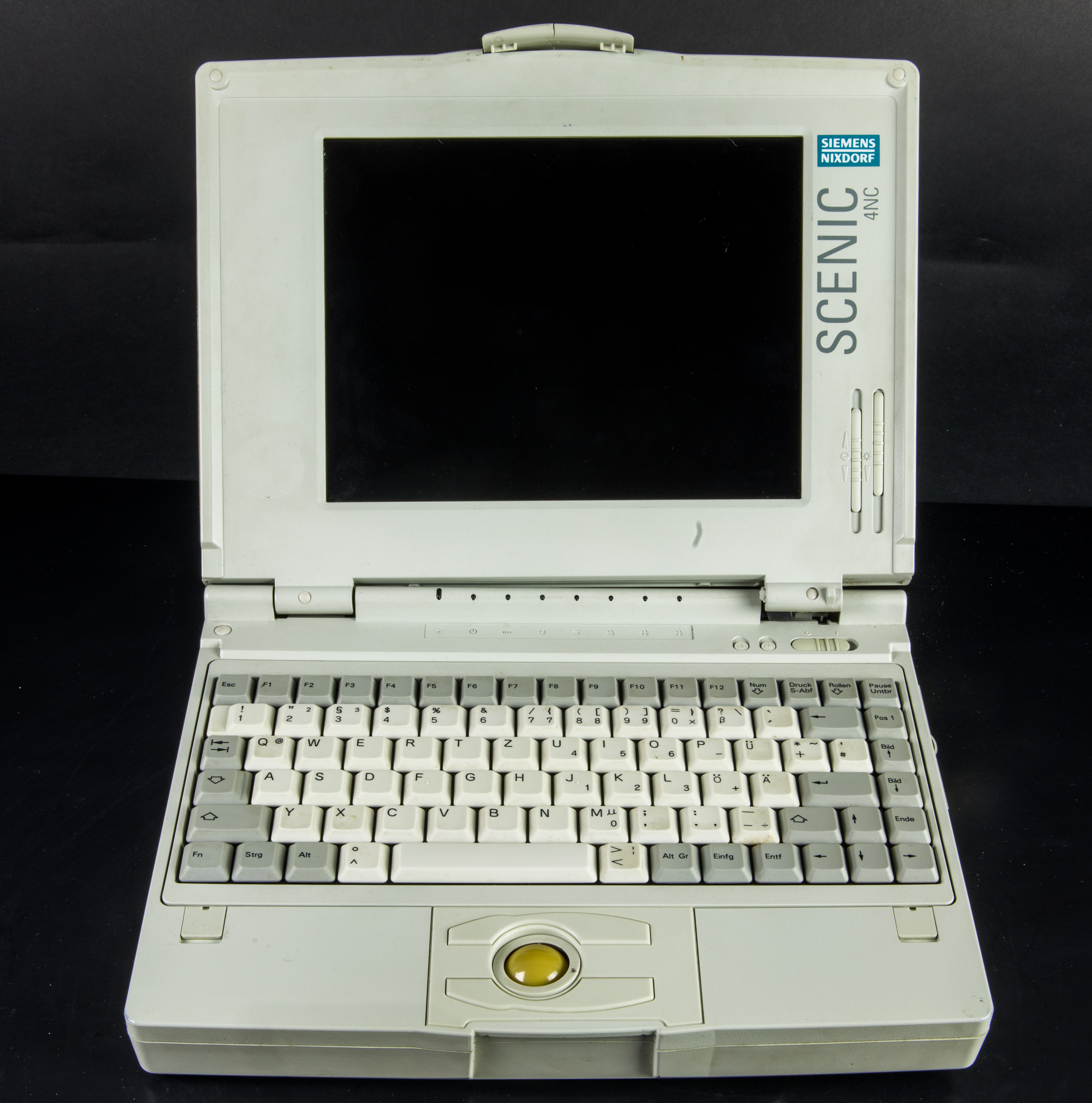
Siemens Nixdorf Scenic 4NC

Seit 1990 gab es Notebook-PCs von Siemens Nixdorf, die von hauseigenen Entwicklern im Augsburger Werk für Systeme (WS) spezifiziert, mittels Customizing aus bereits am Markt befindlichen Produkten angepasst und von Quanta Computer (Taiwan) und Matsushita (Japan) gefertigt wurden. Abweichend von der üblichen Bedeutung des Begriffs wurden sie als OEM-Produkte bezeichnet, bereits beim Hersteller in SNI-Kartons verpackt und im Rahmen der Qualitätssicherung auch vor Ort geprüft (Customer Source Inspection). Eine High-End-Variante des Matsushita-Notebooks war bereits mit einem zur damaligen Zeit noch sehr seltenen TFT-Display ausgestattet.

### Minicomputer bzw. Mehrplatzsysteme
Es gab die Systeme in den Serien MX und RM, Targon und 8860/8862/BNC.

### Kassensysteme
Das von Siemens Nixdorf Anfang der 1990er Jahre entwickelte und eingeführte Kassensystem Beetle war von Beginn an sehr erfolgreich und wurde auch unter der neuen Firma Wincor Nixdorf weitervertrieben und weiterentwickelt. Die Kassensysteme befinden sich heute in vielen größeren Handelsketten im Einsatz.

### TK-Anlagen und Telefone
Siemens Nixdorf System 8818 Digitales Vermittlungssystem ISDN (ab 1982): Mit der 1982 vorgestellten Nixdorf 8818 DVS war die NCAG der erste deutsche Hersteller eines digitalen Vermittlungssystems, zugleich war das 8818-System das erste von der Post in Deutschland zugelassene digitale Vermittlungssystem. Zwischen 30 und 3000 Telefone oder Terminals konnten an die 8818 angeschlossen werden. Im Verbundnetzwerk konnte das System 8818 bis ca. 12.000 Nebenstellen bedienen. Die Vermittlungskapazität bei den Modellen 80–600 ermöglichte 246, beim Modell 3000 sogar bis zu 512 Teilnehmern das gleichzeitige Sprechen bzw. Telefonkonferenzen mit bis zu sechs Teilnehmern. Ein Rufnummernspeicher von zehn Nummern sowie eine schnelle Wahlwiederholung stand jedem Benutzer zur Verfügung. Der Höhepunkt des Systems war mit der Einführung des Software-Release 5.1 und 5.2 erreicht, mit dem die volle Netzwerkfähigkeit des Systems und die Mehrkundenfähigkeit eingeführt wurde. Netzwerkfähigkeit bedeutet, dass bei verschieden disloziert installierten Systemen alle Teilnehmerfunktionalitäten in jeder Anlage zur Verfügung stehen. Alle maximal 255 stern- oder maschenförmig vernetzten Anlagen verhalten sich wie eine einzige physikalische Anlage mit systemübergreifenden Leistungsmerkmalen (zum Beispiel Rückruf von einem Knoten in den anderen), Rufmitnahme, Rufnummernportierung und Leistungsmerkmale von einem Knoten in den anderen transferieren. Mehr- und Anlagenfähigkeit bedeutet, dass in einer physikalischen Anlage verschiedene unabhängige oder miteinander verknüpfbare Firmenkonfigurationen programmiert werden können.
Octopus E Modell 300/800 ist ihr voll kompatibler Nachfolger und verwendet ebenfalls das Betriebssystem NICOS, die Hardware jedoch wurde parallel zur Hicom 150H office Com / Hipath 3700 entwickelt. Sie ist genau so wie eine 8818 zu administrieren. Das System wurde bis 2006 vertrieben. Alle reinen UP0- und UP0-E-Endgeräte (bis auf OpenStage und neuer) der Siemenspalette und die ISDN-Systemtelefone von Nixdorf sowie alle Gigaset-Professional-Mobilteile können an ihr eingesetzt werden. Der Maximalausbau liegt bei 800 Teilnehmern bei 1024 Koppelfeldpunkten, bis zu 255 Anlagen sind voll anlagenübergreifend vernetzbar zu einem physischen System, die 8818 ist in großen Teilen integrierbar. Netzwerkbaugruppen ermöglichen IP-Systemtelefonie und Anlagenvernetzung, Callcenterbetrieb bis 1024 Agents ist mit Bordmitteln ohne zusätzliche Server realisierbar.
Weitere Modelle
- Digifon, digitales Telefon (Digifon Basis, Digifon Solo, Digifon Komfort, RNG, Digifon Solo/2S, Digifon Solo/2U, Digifon Comfort/2, RNG/2, AFT/1, AFT/2 AFT/3, nur für System 8818 (teils auch Octopus E Modell 300/800), kein Standardverfahren)
- Logofon, analoge Telefonfamilie (Logofon Basis / Logofon Info / Logofon Hotel / Logofon Komfort / Logofon Mobil)
- Octophon, digitales Telefon für die Deutsche Bundespost (Octophon 21S, 21U, 23 und 24, RNG, RNG/2, AFT/1, AFT/2 AFT/3, nur für System 8818 (teils auch Octopus E Modell 300/800), kein Standardverfahren)

### Schulungen
Für alle Systeme gab es auch entsprechende Trainings von Siemens Nixdorf im Angebot, unter anderen im SNI-Trainingscenter Berlin Region Ost, ab 12. März 1990 auch den Fortbildungslehrgang zum Informationsorganisator.